# 3394 Banno
A 3394 Banno (ideiglenes jelöléssel 1986 DB) a Naprendszer kisbolygóövében található aszteroida. S. Inoda fedezte fel 1986. február 16-án.